# بيلي كورك
بيلي كورك (بالإنجليزية: Billy Crook)‏ (7 يونيو 1926 في المملكة المتحدة - 29 مايو 2011) هو لاعب كرة قدم بريطاني (وحمل سابقاً جنسية المملكة المتحدة لبريطانيا العظمى وأيرلندا) في مركز نصف الجناح. لعب مع نادي والسول ووولفرهامبتون واندررز ونادي تلفورد يونايتد.

## وصلات خارجية
- بيلي كورك على موقع قاعدة بيانات كرة القدم.إي يو (الإنجليزية)